# Kruislieveheer Herne

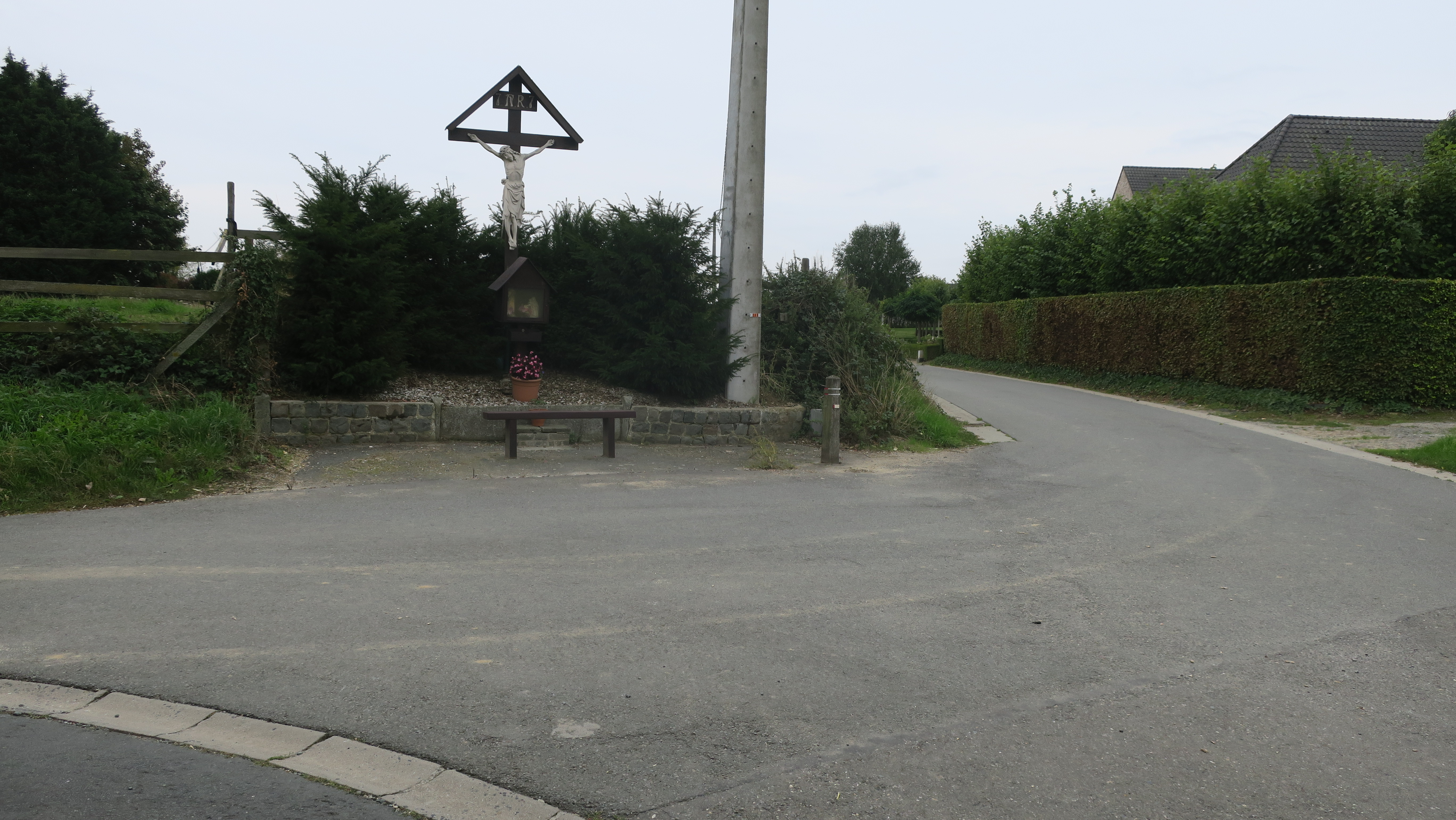
Kruislieveheer omringd door taxussen.

Deze kruislieveheer is gelegen in Herfelingen, een deelgemeente van Herne. Het bevindt zich op een kruispunt van de Nieuwstraat en de Schepdaelstraat in de wijk Barakkenberg. 
Het kruisbeeld werd ingewijd op 23 mei 1909.
Het houten kruis is overdekt met een luifel waaronder het opschrift INRI prijkt. Aan het kruis is een wit Christusbeeld met doornkrans bevestigd. Een houten kaarsenkapel met het beeld van Onze-Lieve-Vrouw is ervoor geplaatst. Aan beide zijden van het wegkruis zijn twee taxussen aangeplant waarmee het een historische eenheid vormen. Deze twee taxussen van de soort Taxus baccata fastigiata zijn in 2008-2009 ingevoerd als landschappelijk element in de inventaris van het Agentschap Onroerend Erfgoed. Het geheel ligt hoger dan het straatniveau en ervoor staat een zitbank.